# Deutsche Werft
Deutsche Werft (z niem. „Stocznia Niemiecka”) – niemieckie przedsiębiorstwo-stocznia z siedzibą w Finkenwerder Rüschpark w Hamburgu, działające w latach 1918–1968.

## Historia
Zostało założone w 1918 roku przez Alberta Ballina, a głównymi inwestorami były Gutehoffnungshütte (GHH), Allgemeine Elektricitäts-Gesellschaft (AEG) i Hamburg Amerikanische Packetfahrt Actien Gesellschaft (HAPAG).
W czasie pokoju Deutsche Werft budowało statki handlowe, takie jak napędzane turboelektrycznie statki towarowe SS „Antilla” i „Orizaba” firmy HAPAG.
W czasie II wojny światowej Deutsche Werft zbudował 113 okrętów podwodnych typu IX i XXIII dla Kriegsmarine. W tym celu firma posiadała trzy obozy dla pracowników przymusowych bezpośrednio na swoim terenie (obóz robotniczy Deutsche Werft, obóz Deutsche Werft Finkenwärder i obóz Rüschkanal dla robotników ze Wschodu), jak również korzystała z pięciu obozów w dzielnicy Finkenwerder i sześciu na terenie portu, a także dziewięciu innych obozów na terenie miasta. Oprócz tego istniały obozy na terenie stoczni Reiherstiegwerft, która także należała do Deutsche Werft.
W 1968 roku Deutsche Werft została połączyła się z Howaldtswerke Hamburg oraz Kieler Howaldtswerke AG, i utworzyła z nimi Howaldtswerke-Deutsche Werft.

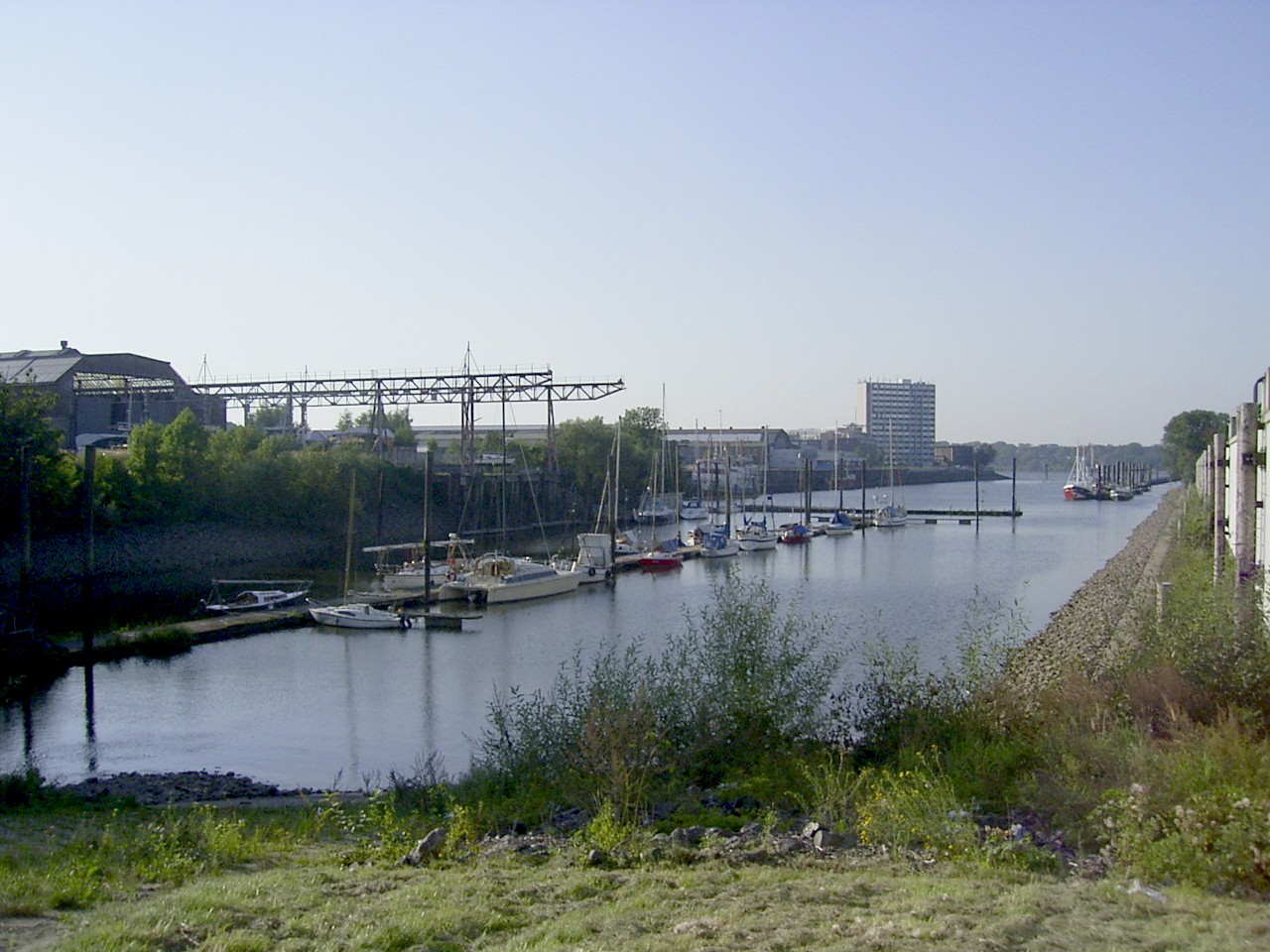
Stocznia w 2007 roku
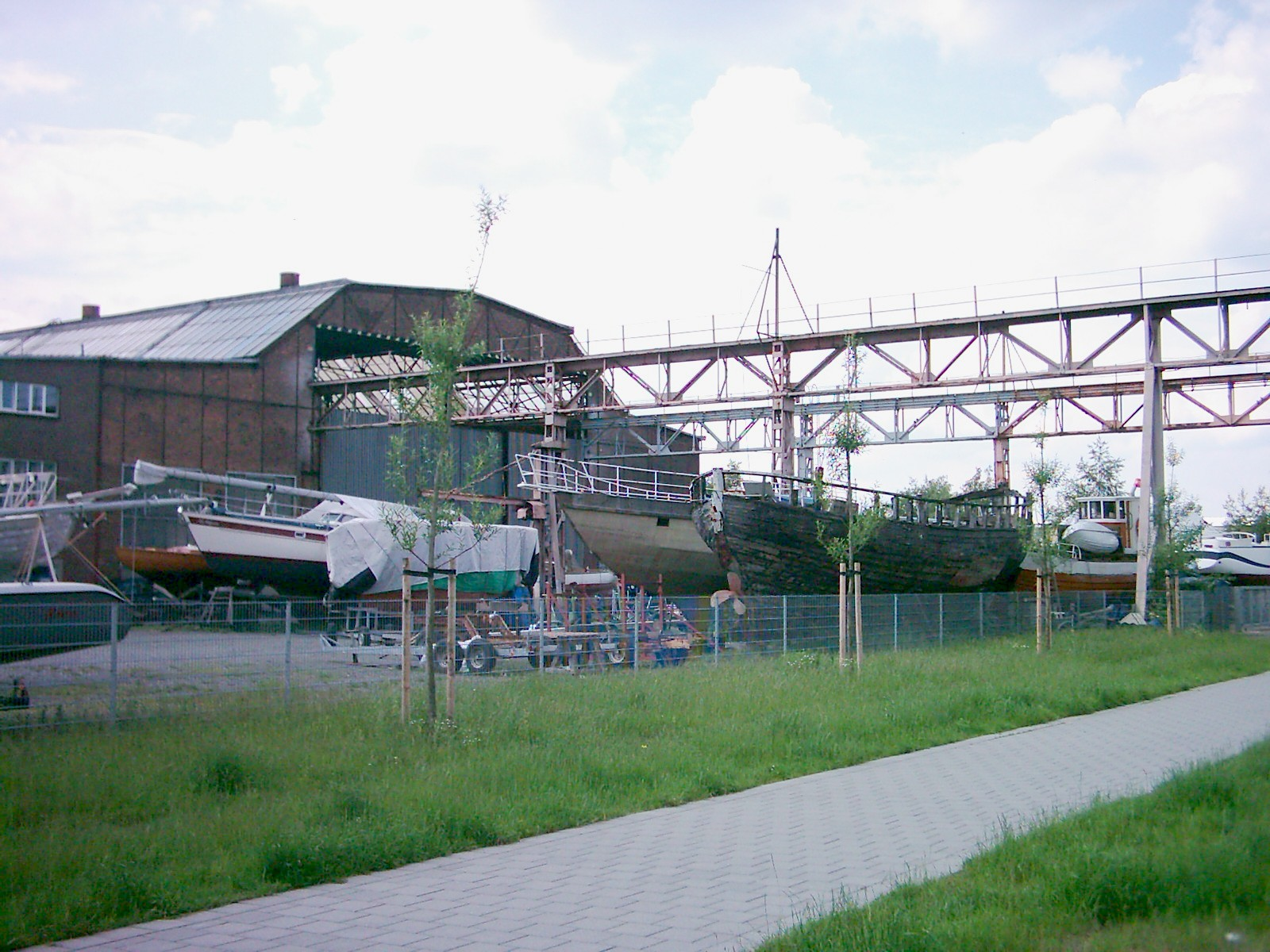
Okolice stoczni
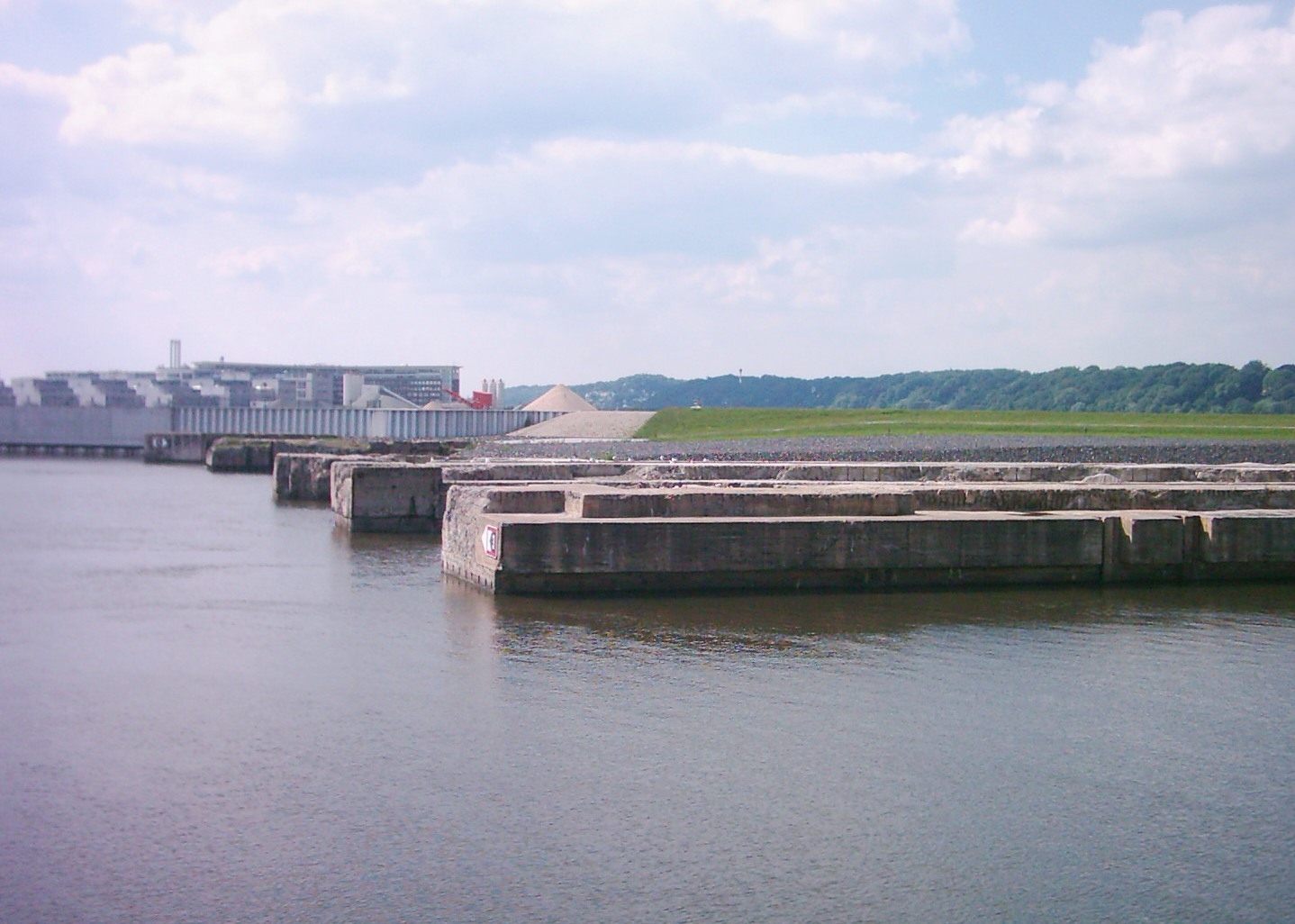
Garaż do budowy łodzi podwodnych
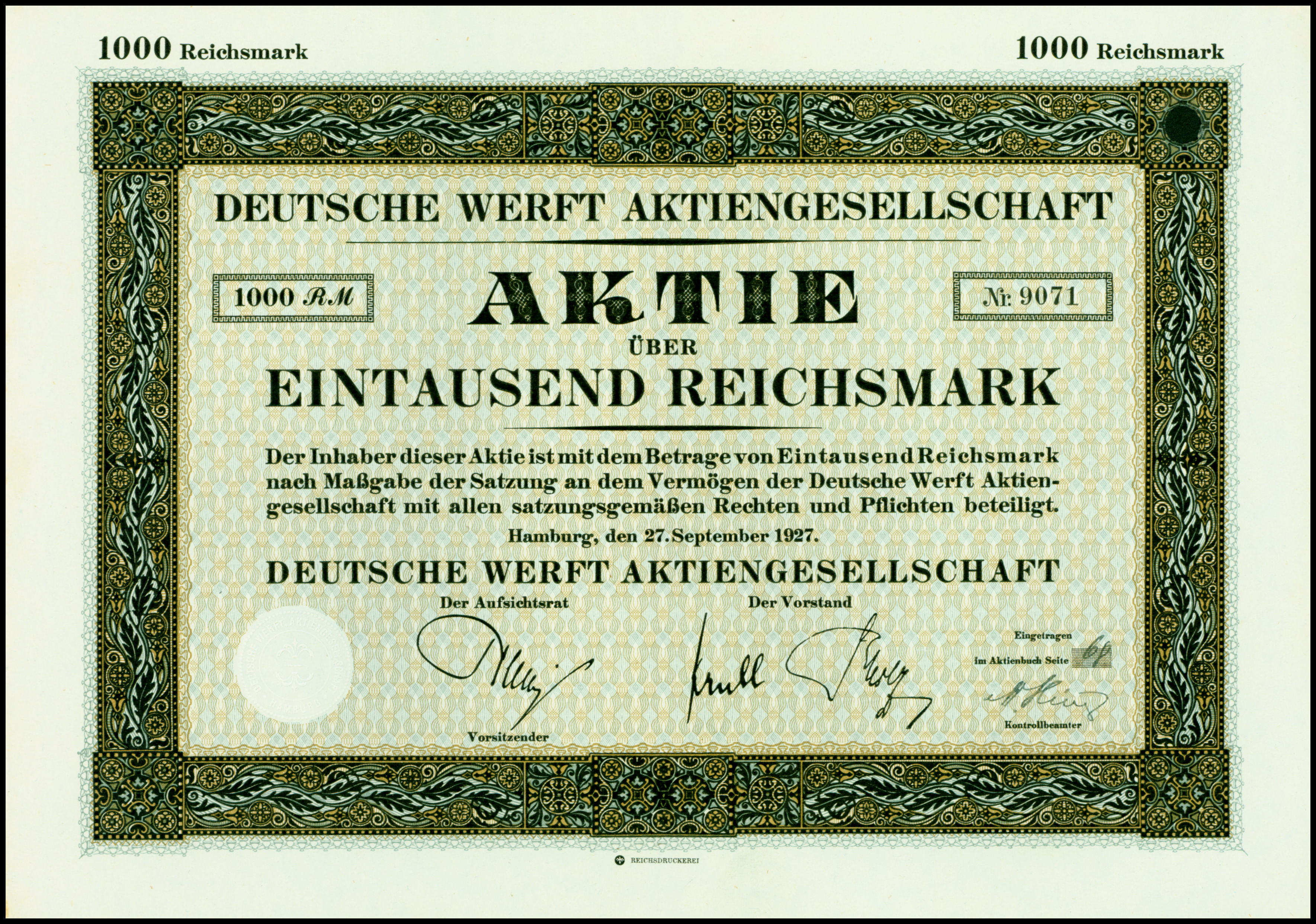
Akcja Deutsche Werft AG, wydana 27 września 1927 r.